# 기호의 남용
수학에서 기호의 남용(abuse of notation)은 수학 기호를 엄밀히 말하면 올바르지 않지만 대신 보다 간결한 방법으로 사용하는 것을 말한다. 이는 여러 개념들 사이의 관계를 보다 명확히 직시하는 데에 도움을 줄 수 있는 반면, 잘못된 유추를 불러일으킬 가능성도 있다.
흔한 예로, 여러 개의 대상으로 이루어진 수학적 구조를 나타낼 때 사용하는 기호를 생각해 보자. 위상 공간은 집합 T와 위상 {\displaystyle {\mathcal {T}}}로 이루어져 있으며, 일반적으로 {\displaystyle (T,{\mathcal {T}})}와 {\displaystyle (T,{\mathcal {T'}})}처럼 밑 집합이 같더라도 그 위의 위상이 다를 경우 서로 상당히 다른 위상 공간일 수 있다. 그럼에도 불구하고 혼동의 여지가 없는 경우에는 이 위상 공간을 단순히 T로 나타내는 경우가 많다. 마찬가지로, 군 (G, *)에 대해서도 문맥을 통해 의미가 명확한 경우에는 간단히 G라는 기호가 사용된다.

## 같이 보기
- 수학 기호